# Каштан (поїзд № 30/29)
Каштан (Київ—Берлін) — швидкий фірмовий пасажирський потяг, котрий впродовж півстоліття з'єднував столиці трьох країн (Київ — Варшава — Берлін). Належав до Південно-Західної залізниці. Один з останніх поїздів Укрзалізниці міжнародного сполучення в «західному напрямку». Останній рейс вирушив з Києва 30 вересня 2012 року. Середня тривалість маршруту складала 25 годин. Поїзд складався з вагонів міжнародного класу (RIC). 

## Прикріпні вагони
В різні роки в Києві до потяга прикріплялися вагони з усієї України: 
- №37/38 Донецьк — Берлін,
- №39/40 Сімферополь — Берлін,
- №83/84 Одеса — Берлін,
- №343/344 Харків — Берлін[5].

Частина вагонів курсувала між Києвом та Ковелем.

## Маршрут
Маршрут потягу впродовж років зазнавав періодичних змін, особливо по території України. Потяг перетинає кордон на митниці Ягодин — Дорогуськ. В Ягодині переходить з широкої колії (1520 мм) на європейську колію (1435 мм). 
|  |  |

|  |  |

|  |  |

|  |  |

|  |  |

|  |  |

|  |  |

|  |  |

|  |  |

|  |  |

|  |  |

|  |  |

|  |  |

|  |  |

|  |  |

|  |  |

|  |  |

|  |  |

|  |  |

|  |  |

|  |  |

|  |  |

|  |  |

|  |  |

|  |  |

|  |  |

|  |  |

|  |  |

|  |  |

|  |  |

|  |  |

|  |  |

|  |  |

|  |  |

|  |  |

|  |  |

|  |  |

|  |  |

|  |  |

|  |  |

|  |  |

|  |  |

|  |  |

|  |  |

|  |  |

|  |  |

|  |  |

|  |  |

|  |  |

|  |  |

|  |  |

|  |  |

|  |  |

|  |  |

|  |  |

|  |  |

|  |  |

|  |  |

|  |  |

|  |  |

|  |  |

|  |  |

|  |  |

|  |  |

## Загальна інформація
Міжнародні перевезення для Укрзалізниці є прибутковими, потяг «Каштан» користувався значним попитом, саме тому 30.09.2012 влада Януковича скасувала цей маршрут з поясненням: «у цілому пасажирські перевезення нерентабельні». Впродовж років було скасовано більшість міжнародних поїздів в Україні, внаслідок чого значно зросли пасажиропотоки  Російської залізниці. 